# Enchentes e deslizamentos no estado de São Paulo em 2022
As inundações e deslizamentos de terra no estado de São Paulo em 2022 consistiram em uma série de impactos decorrentes de um evento meteorológico associado à ocorrência de chuvas intensas que ocasionaram elevados valores de precipitação acumulada em diversos municípios do estado de São Paulo. 
As chuvas se distribuíram pela maior parte do território paulista, perdurarando entre 28 de janeiro a 2 de fevereiro de 2022. O evento causou a morte de 34 pessoas, além de deixar aproximadamente 2900 famílias desabrigadas.

## Causas
Uma frente fria avançou pela costa do estado vinda da Região Sul no dia 29 de janeiro de 2022 e, junto com a zona de convergência do Atlântico Sul (ZCAS), causou chuvas torrenciais em praticamente todo o estado de São Paulo. Os elevados acumulados de precipitação pluviométrica causaram intensos danos nas cidades de Franco da Rocha (255 mm), Várzea Paulista (238 mm), Francisco Morato (253 mm) e Embu das Artes (175 mm) em um intervalo de 72 horas.
Segundo instituições de meteorologia, um fenômeno conhecido como "rio atmosférico" foi registado em imagens de satélites, abrangendo desde a porção central da América do Sul até o extremo-oeste do Oceano Índico. Esse fenômeno é conhecido por atuar principalmente nos meses de verão, podendo causar precipitação por longa sequência de dias, principalmente nos estados da região sudeste do Brasil.

## Consequências
As intensas chuvas causaram inundações e deslizamentos em diversas localidades do estado, deixando feridos e desabrigados em diversas cidades. Ao todo foram registradas 28 mortes, sendo que entre as vítimas, nove eram menores de idade, sendo oito crianças e um adolescente.
Dentre os municípios mais afetados e que registraram ocorrências com vítimas fatais estão Várzea Paulista, Embu das Artes, Jaú, Arujá, Franco da Rocha, Francisco Morato, Ribeirão Preto e Itapevi.
| Município        | Mortes |
| ---------------- | ------ |
| Arujá            | 01     |
| Embu das Artes   | 03     |
| Francisco Morato | 05     |
| Franco da Rocha  | 11     |
| Itapevi          | 01     |
| Jaú              | 01     |
| Ribeirão Preto   | 01     |
| Várzea Paulista  | 05     |
| Total de mortos  | 28     |

## Respostas

### Governo do estado de São Paulo

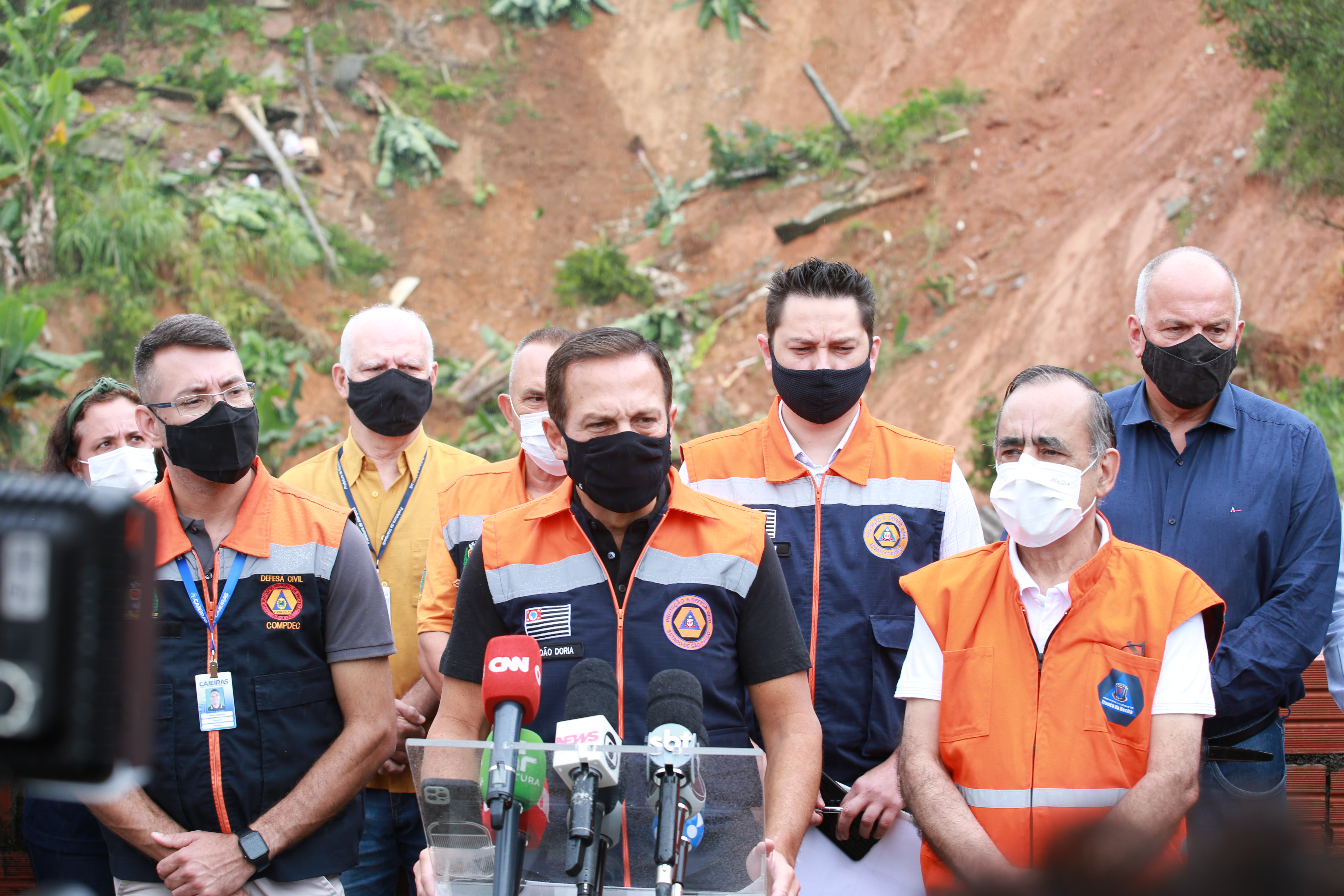
João Dória numa coletiva de imprensa em Franco da Rocha

O governador João Dória sobrevoou as áreas atingidas e prometeu destinar 11 milhões de reais em recursos para 11 cidades atingidas pelos temporais Dória usou a coletiva de imprensa para criticar a atitude do presidente Jair Bolsonaro sobre a não manifestação sobre a tragédia, embora o presidente já tivesse anunciado sua intenção de efetuar visita à área afetada. Os ministros Tarcísio Gomes de Freitas e Rogério Marinho disseram em postagens em uma rede social, que irão destinar recursos para o estado porém sem informar valores.

### Governo Federal

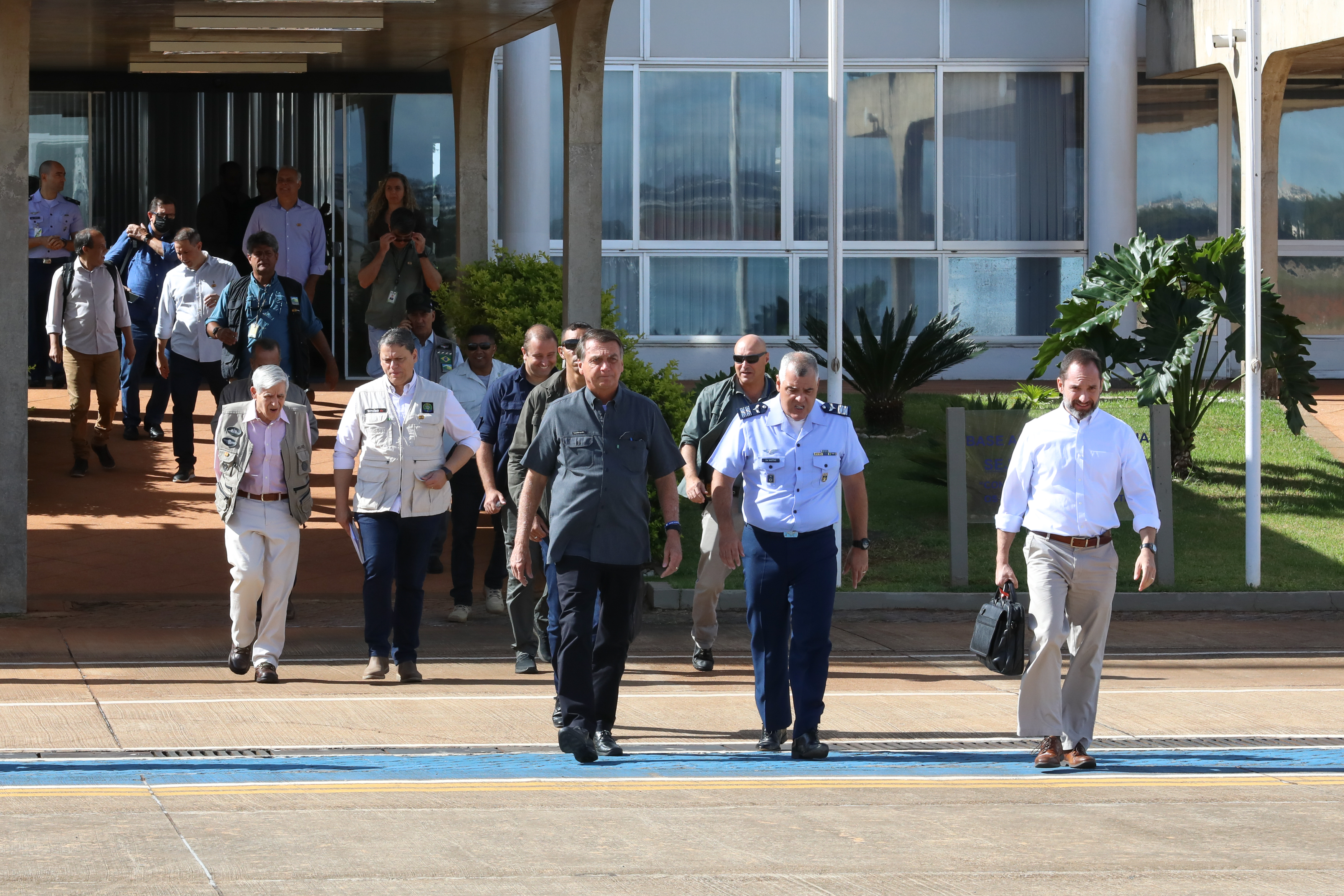
Jair Bolsonaro em embarque para a cidade de São Paulo

O presidente Jair Bolsonaro sobrevoou a região atingida para observar os danos  e colocou a defesa civil nacional à disposição do estado para auxiliar nas ações pós desastre.
Após o sobrevoo, o presidente se reuniu com representantes das cidades de Caieiras, Cajamar, Franco da Rocha, Mairiporã, Várzea Paulista e Francisco Morato, todas na região metropolitana de São Paulo, onde relatou lamentar as mortes e discutiu ações para auxílio aos desabrigados e reconstrução das moradias afetadas.